# Palácio das Necessidades
Palácio das Necessidades är ett palats i Lissabon i Portugal. 
Det uppfördes under 1700-talet. Det var huvudresidens för kungafamiljen från 1833 till 5 oktoberrevolutionen i Portugal 1910, med undantag för Ludvig I, som valde att bo i Palácio da Ajuda.  

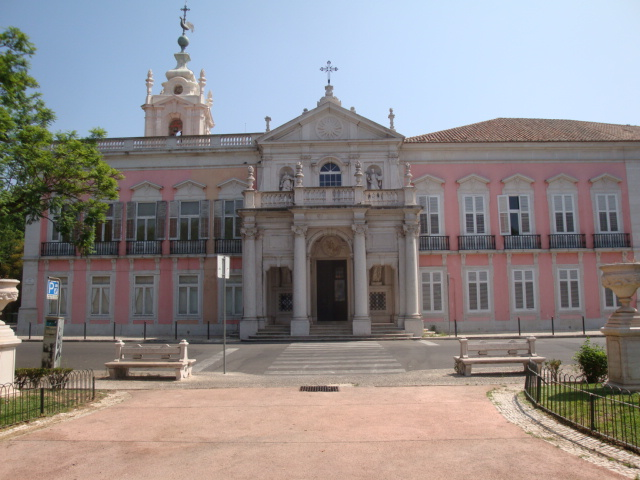
Palácio das Necessidades.